# 5229 Irurita
5229 Irurita è un asteroide della fascia principale. Scoperto nel 1987, presenta un'orbita caratterizzata da un semiasse maggiore pari a 3,1173935 UA e da un'eccentricità di 0,1559937, inclinata di 5,71641° rispetto all'eclittica.